# Martin Špegelj
Martin Špegelj, hrvaški politik, * 11. november 1927, † 11. maj 2014.
Med letoma 1990 in 1991 je bil minister za obrambo Republike Hrvaške. V tej vlogi je zagovarjal t. i. Špegeljov načrt, skupno slovensko-hrvaško delovanje v primeru napada JLA, ki pa ni bil realiziran med desetdnevno vojno.